# Cymbacha saucia
Cymbacha saucia är en spindelart som beskrevs av Ludwig Carl Christian Koch 1874. Cymbacha saucia ingår i släktet Cymbacha och familjen krabbspindlar. Inga underarter finns listade i Catalogue of Life.